# Natschbach-Loipersbach
Natschbach-Loipersbach é um município da Áustria localizado no distrito de Neunkirchen, no estado de Baixa Áustria.